# Brachysporium oosporum
Brachysporium oosporum är en svampart som först beskrevs av August Karl Joseph Corda, och fick sitt nu gällande namn av Pier Andrea Saccardo 1886. Brachysporium oosporum ingår i släktet Brachysporium och familjen Trichosphaeriaceae.   Inga underarter finns listade i Catalogue of Life.